# 阿蘇惟敦
阿蘇 惟敦(あそ これあつ、文政13年8月17日（1830年10月3日） - 明治26年（1893年）2月9日）は、江戸時代後期から明治時代にかけての阿蘇大宮司(第87代目)、権少教正。
林桜園・佐々木弘綱に国学を学ぶ。明治17年（1884年）、「国家ニ勲功アル者」として男爵位を与えられた。正五位。

## 家族
- 父：阿蘇惟治 - 阿蘇神社宮司
- 母：不詳
- 妻：壽子 - 細川興寧の五女[1]
- 子息
  - 男子：阿蘇惟孝
  - 男子：阿蘇惟教